# Jørgen Teytaud
Jørgen Teytaud-Johansen (født 20. november 1933, død 30. november 2020) var en dansk skuespiller og lydbogsindlæser.
Han blev uddannet på Skuespillerskolen ved Århus Teater fra 1956 – 1958.
Han har på Det Danske Teater bl.a. spillet fortælleren i musicalen: Carbaret.
Desuden har han haft engagement på Illums Turné og på Bodil Lindorffs Børneteater.
Han har haft småroller i adskillige film som f.eks.
- Gøngehøvdingen – 1961.
- Smukke Arne og Rosa – 1967.
- Olsen Banden på spanden – 1969.
- En dag i oktober – 1991.

Desuden har han også lagt stemme til mange tegnefilm bl.a. til fortælleren i Peter Plys og til en viking i dukkefilmen Balladen om Holger Danske. Derudover mange indlæsninger af lydbøger.